# 衛星広場駅

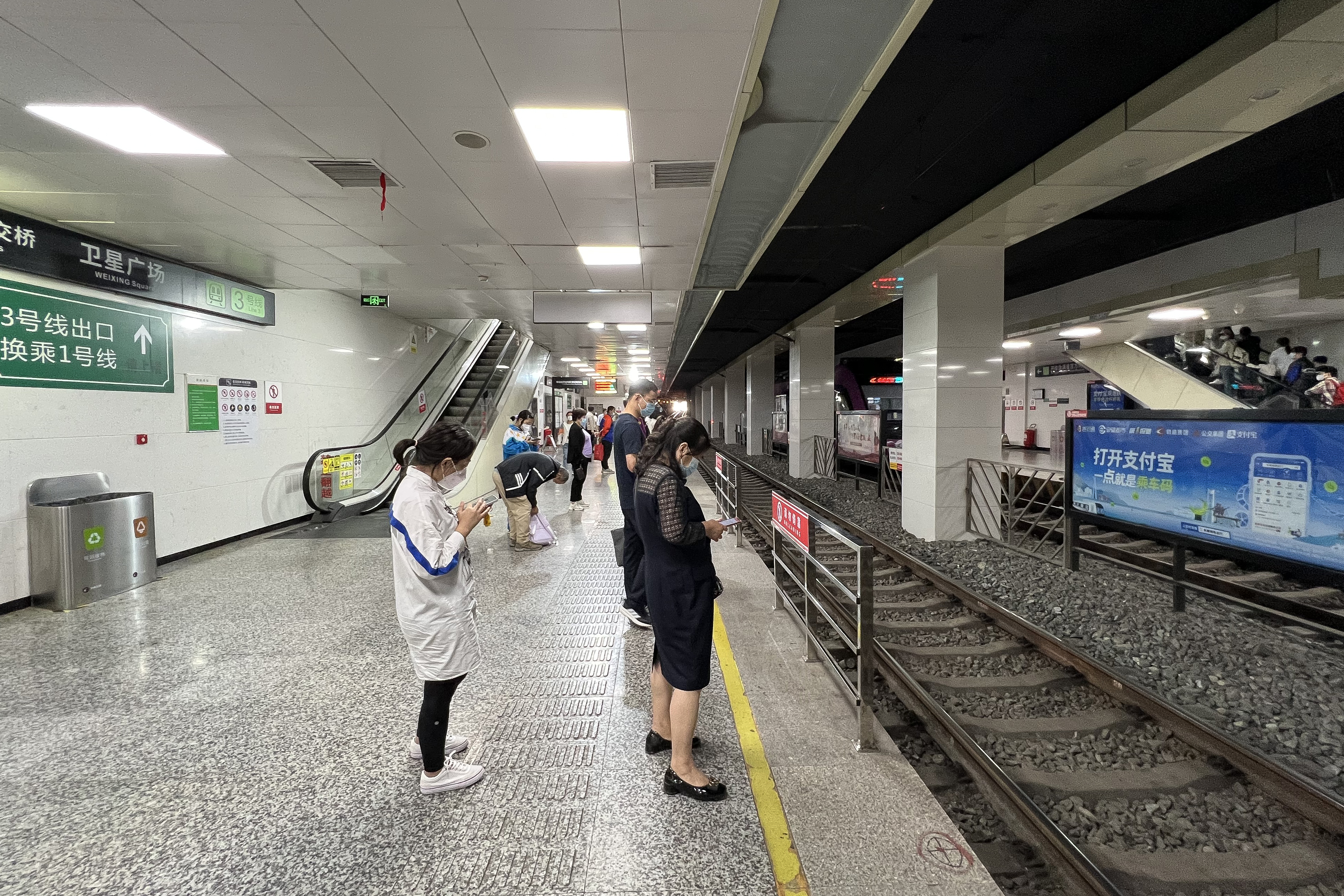
3号線ホーム

衛星広場駅（えいせいひろば-えき）は、中華人民共和国吉林省長春市に位置する長春軌道交通1号線および3号線の駅である。

## 駅構造
- 相対式ホーム2面2線の地下駅。

## 駅周辺
- 長春大学

## 歴史
- 2006年12月26日 - 3号線開業。
- 2017年6月30日 - 1号線開業。

## 隣の駅
■長春軌道交通1号線
繁栄路駅 - 衛星広場駅 - 市政府駅
■長春軌道交通3号線
衛光街駅 - 衛星広場駅 - 亜泰立交橋駅